# Michael Rennie
Michael Rennie (* 25. August 1909 in Bradford; † 10. Juni 1971 in Harrogate; eigentlich Eric Alexander Rennie) war ein britischer Schauspieler.

## Leben
Rennie stammte aus einer recht wohlhabenden Unternehmerfamilie. Nach einem abgeschlossenen Studium an der Universität Cambridge arbeitete er in verschiedenen Gelegenheitsjobs, etwa als Autoverkäufer und später auch als Leiter einer Fabrik seines Onkels. Seine erste kleine Rolle hatte er in einem Hitchcock-Film von 1936. Danach spielt er zunächst hauptsächlich am Theater.
1941 trat er in die Royal Air Force ein. Nach dem Ende des Krieges 1945 spielte er in einigen Kinofilmen mit und erlangte so in Großbritannien Berühmtheit. 1951 zog er dann nach Hollywood, um auch in den USA Erfolg zu haben. Sein erstes und wohl bekanntestes Engagement dort war die Rolle des Klaatu in Der Tag, an dem die Erde stillstand. Die Bekanntheit des Films und seiner Rolle brachte Michael Rennie unter anderem auch eine Nennung im Eröffnungslied Science Fiction/Double Feature des Films The Rocky Horror Picture Show ein. Danach spielte er in der 1952er Verfilmung von Die Elenden (Regie: Lewis Milestone, dt. Titel Die Legion der Verdammten) und 1953 in Das Gewand den Petrus. Die gleiche Rolle spielte er auch in der Fortsetzung Die Gladiatoren (1954). Danach spielte er vor allem kleinere Rollen in Film und Fernsehen. Den echten Durchbruch in den USA schaffte er nicht.
Noch einmal zu größerer Bekanntheit kam er 1959, als er in der Fernsehserie Der dritte Mann (nach dem gleichnamigen Film mit Orson Welles) die Rolle des Harry Lime spielte. In den 1960er Jahren hatte er verschiedene Gastauftritte in Fernsehserien, darunter Bonanza, Lost in Space (Verschollen zwischen fremden Welten), Time Tunnel, The Invaders (Invasion von der Wega) und Batman.
Rennie war zweimal verheiratet, beide Ehen endeten in Scheidungen. Aus seiner zweiten Ehe mit der Schauspielerin Maggie McGrath entstammt der Sohn David (* 1951).
Die letzten Jahre seines Lebens verbrachte er in Genf. Rennie, der starker Raucher war, starb 1971 an einem Lungenemphysem.

## Filmografie (Auswahl)
- 1936: Geheimagent (Secret Agent)
- 1936: Der Mann, der die Welt verändern wollte (The Man Who Could Work Miracles)
- 1940: Besuch zur Nacht (The Divorce of Lady X)
- 1941: Glück muß man haben (Turned Out Nice Again)
- 1941: Pimpernel Smith
- 1942: Die Blockade (The Big Blockade)
- 1945: Musikpiraten (I'll Be Your Sweetheart)
- 1945: Die Frau ohne Herz (The Wicked Lady)
- 1945: Caesar und Cleopatra (Caesar and Cleopatra)
- 1947: Die Wurzel allen Übels (Root of All Evil)
- 1948: Bigamie…? (Uneasy Terms)
- 1950: So ist das Leben (Trio)
- 1950: Die schwarze Rose (The Black Rose)
- 1951: The 13th Letter
- 1951: Der Fall Cicero (5 Fingers)
- 1951: Der Tag, an dem die Erde stillstand (The Day the Earth Stood Still)
- 1952: Ein Fremder ruft an (Phone Call from a Stranger)
- 1952: Die Legion der Verdammten (Les Miserables)
- 1953: Das Gewand (The Robe)
- 1953: Die Wüstenratten (The Desert Rats)
- 1953: Gefährliche Überfahrt (Dangerous Crossing)
- 1953: Der Hauptmann von Peshawar (King of the Khyber Rifles)
- 1953: Der Untergang der Titanic (Titanic)
- 1954: Prinzessin vom Nil (Princess of the Nile)
- 1954: Die Gladiatoren (Demetrius and the Gladiators)
- 1954: Mambo
- 1954: Désirée
- 1955: Treffpunkt Hongkong (Soldier of Fortune)
- 1955: Die sieben goldenen Städte (Seven Cities of Gold)
- 1955: Der große Regen (The Rains of Ranchipur)
- 1956: Moderne Jugend (Teenage Rebel)
- 1957: Heiße Erde (Island in the Sun)
- 1957: Sturm über Persien (Omar Khayyam)
- 1958: Battle of the V-1
- 1959: Der dritte Mann im Berg (Third Man on the Mountain)
- 1960: Versunkene Welt (The Lost World)
- 1963: Meine geschiedene Frau Mary Mary (Mary, Mary)
- 1966: Tag der Abrechnung (Ride Beyond Vengeance)
- 1966: Cyborg 2087
- 1966: Hondo (Hondo and the Apaches)
- 1966: Das Hotel (Hotel)
- 1967: Fluchtpunkt Akropolis (Bersaglio mobile)
- 1968: Sieben Jungfrauen für den Teufel (Nude… si muore)
- 1968: Die sechs Verdächtigen (The Power)
- 1968: Die Teufelsbrigade (The Devil's Brigade)
- 1968: Zum Krepieren befohlen (Junio 44: desembarcaremos en Normandía)
- 1969: Königstiger vor El Alamein (La battaglia di El Alamein)
- 1970: Dracula jagt Frankenstein (Los monstruos del terror)